# Catedral de San Luis (Fort-de-France)
La catedral de Fort-de-France (Catedral de Saint-Louis de Fort-de-France) es una catedral católica, y un monumento nacional de Francia, situada en la ciudad de Fort-de-France, capital de Martinica. Es la catedral de la arquidiócesis de Fort-de-France.

## Características generales
Fue diseñada por el arquitecto parisino Pierre-Henri Picq y erigida entre 1891 y 1895. Es el séptimo templo construido en el lugar, habiendo sido el primero incendiado por los holandeses en 1674. 
Se le encargó a Picq una construcción que pudiese resistir a los frecuentes incendios, huracanes y sismos. El material empleado por el arquitecto fue madera, y utilizó para su edificación las bases de un templo anterior, del siglo XVII.